# Wikipedia (planetka)
(274301) Wikipedia je planetka z hlavního pásu planetek (předběžná označení 2008 QH24, 2007 FK34, 1997 RO4). Byla nalezena pracovníky Andrušivské hvězdárny v srpnu 2008 a v lednu 2013 byla na návrh majitele této hvězdárny pojmenována podle internetové encyklopedie Wikipedie.

## Objev
Tým Andrušivské hvězdárny, soukromé ukrajinské hvězdárny u města Andrušivka, poprvé planetku zpozoroval 25. srpna 2008 v 22.47 UTC. Následně ji pozoroval i další noc a planetka dostala předběžné označení 2008 QH24. Po dalším pozorování 6. září bylo vypočteno, že se jedná o stejnou planetku jako byly 1997 RO4 a 2007 FK3 pozorované dříve z Caussols ve Francii a z Mount Lemmon Survey a Steward Observatory ve Spojených státech amerických.
Jméno pro planetku oficiálně navrhl Jurij Mykolajovyč Ivaščenko, majitel Andrušivské hvězdárny, na návrh člena rady ukrajinské pobočky nadace Wikimedia, Andrije Makuchy, a přijetí jména bylo zveřejněno v měsíčníku Minor Planet Circular 27. ledna 2013.